# Tomasz Radzinski
Tomasz Radzinski (Poznań, 14 de dezembro de 1973) é um ex-futebolista polonês naturalizado canadense. Jogava como meia-atacante.

## Carreira
Antes de se mudar para o Canadá, Radzinski jogou nas categorias de base do  Cujavia Inowroclaw e do VfL Osnabrück até 1990. Ele ainda defendeu 2 clubes canadenses (North York Rockets e St. Catharines Wolves), voltando ao futebol europeu em 1994, assinando com o Germinal Ekeren, onde atuou em 104 partidas e fez 42 gols. Tal desempenho chamou a atenção do tradicional Anderlecht, pelo qual foi bicampeão nacional em 1999–2000 e 2000–01 (nesta temporada, foi também o artilheiro).

## Na Inglaterra
Em 2001, o Everton pagou 4,5 milhões de libras para contar com Radzinski - a maior transferência envolvendo um jogador do Canadá. Em 3 temporadas pelo clube azul de Liverpool, participou de 91 jogos e fez 25 gols. Assinou em 2004 com o Fulham por 1,75 milhão de libras (valor baixo para os padrões do futebol inglês), e vestiu a camisa dos Cottagers em 103 partidas, com 11 gols.

## Única temporada na Grécia, volta à Bélgica e aposentadoria
Depois que deixou o Fulham em 2007, Radzinski foi contratado sem custos pelo Skoda Zanthi, da primeira divisão grega. Em 25 partidas, balançou as redes adversárias 14 vezes, porém não seguiu no clube e voltaria ao futebol belga em 2008, desta vez para jogar no Lierse, inicialmente em contrato válido por apenas um ano. Ele, no entanto, permaneceria nos Aurinegros por mais 4 temporadas (86 partidas e 39 gols). Em 2012, foi contratado pelo Waasland-Beveren, fazendo 7 gols em 14 jogos, encerrando sua carreira ao final da temporada. Em 2013, voltou ao Lierse, desta vez como diretor-técnico, exercendo a função até 2015.

## Seleção Canadense
Radzinski, que defendera a equipe Sub-23 do Canadá em 1994, estreou na equipe principal em 1995, contra a Turquia. Chegou a ficar 3 anos longe das convocações, voltando em 2001, e até 2009 era presença frequente na seleção, pela qual fez sua despedida em 2009.